# Chris McCormack
Pour les articles homonymes, voir McCormack.
Christopher McCormack né le 4 avril 1973 à Sydney est un triathlète australien, deux fois champion du monde d'Ironman en 2007 et 2010, champion du monde de triathlon longue distance en 2012.

## Biographie

### Jeunesse
Chris McCormack pratique le sport très jeune où il participe à des tournois scolaires de football et de rugby. Il remporte dans sa jeunesse plusieurs titres nationaux en athlétisme et en cross country pendant ses études secondaires. Ses parents le pousse à poursuivre des études dans l'éducation sportive, qu'il complète par un diplôme du secondaire en économie.

### Carrière en triathlon
Surnommé Macca, il  court son premier triathlon pendant ses études universitaires et participe à sa première course élite en tant que professionnel à Drummondville au Canada, à l’occasion d'une étape de la coupe du monde organisé par la l'I.T.U. Il remporte cette même année le championnat et la coupe du monde sur distance M, devenant le premier triathlète à réaliser ce doublé. En 2002 il entre sur le circuit longue distance et remporte pour sa première participation l'Ironman Australie. Il remporte cette épreuve de nouveau en 2004, 2005 et 2006. En 2007, il devient champion du monde d'Ironman à Kona (Hawaï) et renouvelle sa victoire en 2010 en s'imposant devant son compatriote tenant du record de l'épreuve : Craig Alexander et devant l'Allemand : Andreas Raelert tenant du record sur la distance.
En 2013, il souhaite participer une dernière fois au championnat du monde d'Ironman, mais atteint d'un virus d'Epstein-Barr, il déclare forfait, ne pouvant préparer la course dans de bonnes conditions.

### Autres activités
Chris McCormack est l'auteur d'un livre autobiographique I'm Here To Win  édité en 2011, qui prodigue des conseils d'entrainement au travers du récit de ses propres expériences, en dehors de ses entrainements, il partage sa vie avec sa famille entre ses deux foyers à Phuket en Thailande et Sydney en Australie.
En 2017, il cofonde la Super League Triathlon dont il imagine la structure. Il dote ce nouveau circuit de prix financier très important pour attirer les plus grands triathlètes du circuit courte distance du moment. La première étape et première édition de ce circuit se déroulent en mars 2017 sur l'Île Hamilton (Queensland) en Australie. Cette étape réunit 25 triathlètes hommes uniquement dont les frères Jonathan et Alistair Brownlee champions olympiques, Javier Gomez et Mario Mola champion du monde courte distance.

## Palmarès
Le tableau présente les résultats les plus significatifs (podium) obtenus sur le circuit national et international de triathlon longue distance depuis 1996.
| Année | Compétition                                  | Pays       | Position           | Temps           |
| ----- | -------------------------------------------- | ---------- | ------------------ | --------------- |
| 2014  | Ironman 70.3 Tokoname                        | Japon      | Médaille d'or      | 4 h 2 min 41 s  |
| 2013  | Ironman Cairn                                | Australie  | Médaille de bronze | 8 h 32 min 50 s |
| 2012  | Ironman 70.3 Asia Pacific                    | Thaïlande  | Médaille d'or      | 4 h 4 min 40 s  |
| 2012  | Ironman 70.3 Tokoname                        | Japon      | Médaille d'or      | 4 h 3 min 40 s  |
| 2012  | Championnat du monde longue distance IUT     | Espagne    | Médaille d'or      | 5 h 29 min 47 s |
| 2011  | Challenge Cairns                             | Australie  | Médaille d'or      | 8 h 15 min 56 s |
| 2011  | Ironman 70.3 Taiwan                          | Taïwan     | Médaille d'or      | 3 h 54 min 47 s |
| 2010  | Championnat du monde d'Ironman-Kona          | États-Unis | Médaille d'or      | 8 h 10 min 37 s |
| 2010  | Ironman Allemagne                            | Allemagne  | Médaille de bronze | 8 h 14 min 43 s |
| 2009  | Ironman Allemagne                            | Allemagne  | Médaille de bronze | 8 h 3 min 5 s   |
| 2009  | Ironman 70.3 China                           | Chine      | Médaille d'or      | 4 h 4 min 44 s  |
| 2009  | Ironman 70.3 Austria                         | Autriche   | Médaille d'or      | 3 h 54 min 15 s |
| 2009  | Challenge Niederbronn-les-Bains              | France     | Médaille d'or      | 3 h 50 min 48 s |
| 2008  | Ironman Allemagne                            | Allemagne  | Médaille d'or      | 7 h 59 min 55 s |
| 2008  | Ironman 70.3 Hawaï                           | États-Unis | Médaille d'or      | 4 h 4 min 22 s  |
| 2008  | Wildflower Triathlon XL                      | États-Unis | Médaille d'or      | 4 h 3 min 33 s  |
| 2007  | Challenge Roth                               | Allemagne  | Médaille d'or      | 7 h 54 min 23 s |
| 2007  | Championnat du monde d'Ironman-Kona          | États-Unis | Médaille d'or      | 8 h 15 min 34 s |
| 2007  | Ironman 70.3 Hawaï                           | États-Unis | Médaille d'or      | 3 h 57 min 18 s |
| 2007  | Ironman 70.3 Baja                            | Mexique    | Médaille d'or      | 3 h 53 min 53 s |
| 2006  | Ironman Australie                            | Australie  | Médaille d'or      | 8 h 20 min 42 s |
| 2005  | Ironman Australie                            | Australie  | Médaille d'or      | 8 h 25 min 44 s |
| 2004  | Ironman Australie                            | Australie  | Médaille d'or      | 8 h 18 min 10 s |
| 2003  | Ironman Australie                            | Australie  | Médaille d'or      | 8 h 19 min 14 s |
| 2002  | Ironman Australie                            | Australie  | Médaille d'or      | 8 h 24 min 51 s |
| 2001  | Coupe du monde - l'étape de Gamagori         | Japon      | Médaille d'or      | 1 h 46 min 45 s |
| 1999  | Coupe du monde - l'étape de Gamagori         | Japon      | Médaille d'or      | 1 h 43 min 38 s |
| 1998  | Grand Prix de triathlon - Étape de Dunkerque | France     | Médaille d'or      | Timing          |
| 1997  | Coupe du monde - Classement Général          |            | Médaille d'or      |                 |
| 1997  | Coupe du monde - l'étape d'Ishigaki          | Japon      | Médaille d'or      | 1 h 48 min 12 s |
| 1996  | Coupe du monde - l'étape de Drummondville    | Canada     | Médaille d'or      | 1 h 46 min 1 s  |